# 岡山県道386号津高法界院停車場線
岡山県道386号津高法界院停車場線（おかやまけんどう386ごう つだかほうかいいんていしゃじょうせん）は、岡山県岡山市北区を通る一般県道である。

## 概要
辛香池付近の差路（金山口交差点）で、国道53号から分岐し岡山県運転免許センターのそばを過ぎると、金山登山道となる。金山の山頂にはかつて金山休暇村があったが、現在は閉鎖されている。金山を過ぎると、岡山市北区高野尻、畑鮎を経由し下って行く。山陽自動車道の高架をくぐり、人家が増えてきたところが原地区で、マラソン選手の有森裕子の「アニモミュージアム有森裕子資料館」が近い。備前原駅付近からは、岡山理科大学、同専門学校、岡山大学の学生向けのアパート・コーポが建ち並んでくる。ここから津山線とほぼ並行し、宿本町、法界院、津島東二丁目、津島東一丁目を経由し、法界院駅前にいたる。かつては、免許センターから金山休暇村まで中鉄バスが、畑鮎から法界院駅前の踏切までを岡電バスがそれぞれ路線バスを運行していた。中鉄バスは休暇村閉鎖とともに撤退し、岡電バスも撤退したが、旧岡電バスの路線には現在、畑鮎地区町内会による会員制デマンドタクシー『386号ふれあいタクシー』が走っている（運行は両備ホールディングス両備タクシーカンパニー）。
岡山県道27号岡山吉井線は、備前原駅付近からほぼ並行しているが当路線とは直接は接続しておらず、備前原駅前を通る道に出てきてすぐの踏切から岡山市道401250040号原40号線・岡山市道401250053号原53号線を通れば岡山県道27号岡山吉井線との交差点に出られる。直接接続しているのは、岡山市道401146001号大和町1号線の法界院駅の踏切（法界院踏切 - 北方交差点）である。

### 路線データ
- 起点：岡山県岡山市北区吉宗（金山口交差点、国道53号交点）
- 終点：岡山県岡山市北区学南町3丁目（JR西日本津山線 法界院駅前）
- 総延長：19 km

## 地理

### 通過する自治体
- 岡山市（北区）

### 交差する道路
| 交差する道路                                                | 交差する場所 | 交差する場所        |
| ----------------------------------------------------------- | ------------ | ------------------- |
| 国道53号                                                    | 吉宗         | 金山口交差点 / 起点 |
| 岡山市道313000006号御津中山菅野1号線                        | 菅野         |                     |
| 岡山市道401146001号大和町1号線 / 岡山県道27号岡山吉井線方面 | 学南町3丁目  |                     |

### 沿線
- 岡山県運転免許センター（岡山市北区御津中山）
- 金山（岡山市北区御津北野）
- 若宮八幡宮（岡山市北区原）
- 金剛山法界院遍照寺（岡山市北区法界院）
- 半田山植物園（岡山市北区法界院）
- 岡山県青年館（岡山市北区津島東１丁目）
- 岡山市立岡北中学校（岡山市北区津島東１丁目）
- JR西日本津山線 法界院駅（岡山市北区学南町３丁目）